# Bitwa pod Korosteniem (VI 1920)

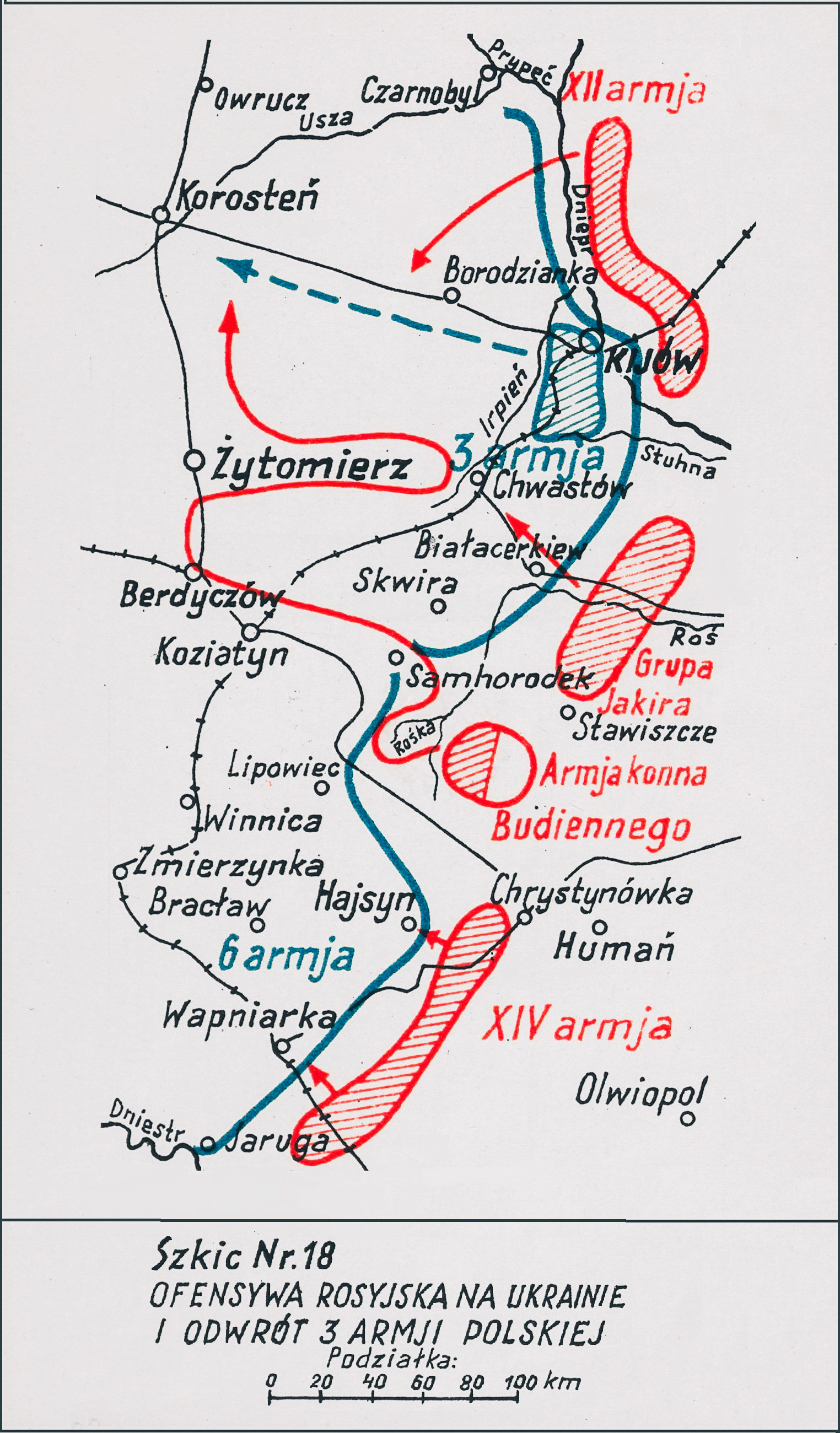
Adam Przybylski,
Wojna polska 1918–1921

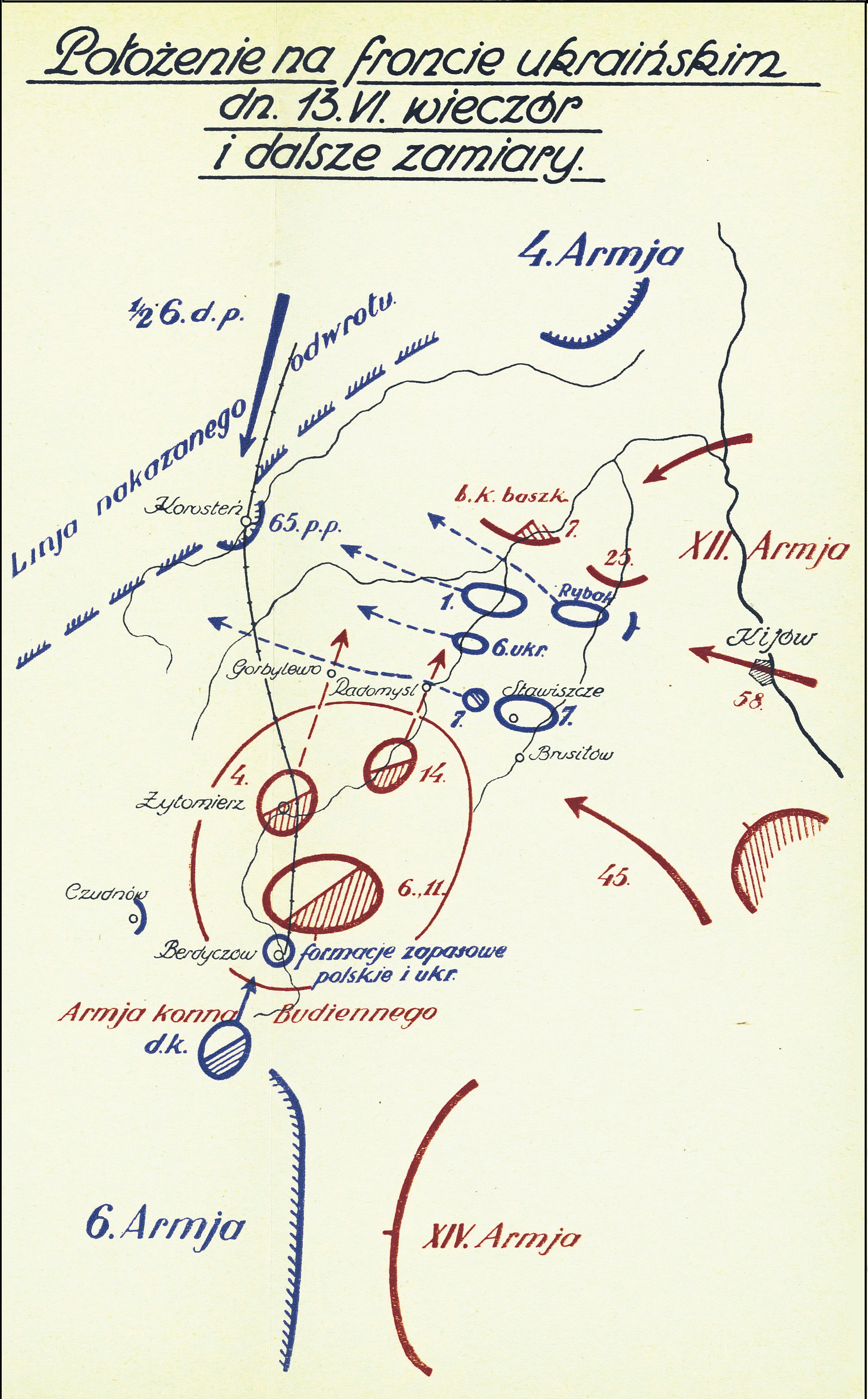
Gen. Tadeusz Kutrzeba
Wyprawa kijowska 1920 roku

Bitwa pod Korosteniem – walki polskiej 3 Armii gen. Edwarda Rydza-Śmigłego z sowiecką 12 Armią toczone w okresie ofensywy Frontu Południowo-Zachodniego w czasie wojny polsko-bolszewickiej.

## Sytuacja ogólna
Po spektakularnym sukcesie wojsk polskich na Ukrainie i zajęciu 7 maja 1920 Kijowa, front ustabilizował się na linii od Prypeci, wzdłuż Dniepru, przez Białą Cerkiew, Skwirę, Lipowiec, Bracław, Wapniarkę do Jarugi nad Dniestrem.
Armia Czerwona wykorzystała zastój na reorganizację sił i przygotowanie ofensywy. W rejon działań przybyła 1 Armia Konna Siemiona Budionnego. 26 maja rozpoczęła się sowiecka ofensywa na Ukrainie, a już 5 czerwca trzy dywizje sowieckiej 1 Armii Konnej przełamały trwale polski front na odcinku obrony grupy gen. Jana Sawickiego.
Sowiecki plan kontrofensywy na Ukrainie przewidywał odcięcie odwrotu polskiej 3 Armii zgrupowanej w rejonie Kijowa, poprzez opanowanie Korostenia siłami 12 Armii oraz Koziatyna i Żytomierza przez 1 Armię Konną Siemiona Budionnego.

## Walki pod Korosteniem
11 i 12 czerwca główne siły 3 Armii przebiły się przez pierścień okrążenia pod Borodzianką.
Gen. Rydz-Śmigły wyznaczył na 14 czerwca związkom taktycznym następujące marszruty: 1 Dywizja Piechoty Legionów maszerować miała po trasie Makalewicze – Malin, 6 Dywizja Piechoty na Wyszewicze – Janówka, 7 DP na Radomyśl – Gorbylewo, a Grupa płk. Rybaka maszerować miała w kierunku Borodzianka – Kuchary.
Sowieci zdecydowali się zatrzymać cofającą się polską armię pod Korosteniem. W tym celu skierowano tam grupę wojsk w składzie 4. i 14 Dywizja Kawalerii, pod wspólnym dowództwem Klementa Woroszyłowa. Ich zadaniem było ostateczne rozbicie polskiej 3 Armii. Nie czekając na sowieckie natarcie, dowódca 3 Armii nakazał 7 Dywizji Piechoty uderzyć na wroga. Zaskoczona pod Horbulewem i Torczynem 4 Dywizja Kawalerii poniosła duże straty.
18 czerwca 7 Dywizja Piechoty obsadziła Korosteń.

## Bilans walk
W okresie międzywojennym odejście 3 Armii spod Kijowa, w tym bitwę pod Korosteniem, zarówno w Polsce jak i w ZSRR podawano w taktyce i sztuce operacyjnej jako przykład wzorowo przeprowadzonego odwrotu.